# 佐久間渡

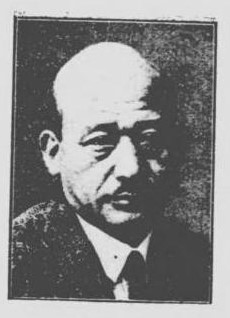
佐久間渡

佐久間 渡（さくま わたる、1893年（明治26年）9月14日 - 1976年（昭和51年）12月19日）は、大正から昭和時代の政治家。実業家。弁護士。衆議院議員。栃木県会議長。旧姓は玉川。

## 経歴
栃木県河内郡宇都宮町（現・宇都宮市）出身。玉川菊次郎の四男として生まれ、佐久間長四郎の養子となり、1922年（大正11年）家督を相続する。1915年（大正4年）明治大学専門部法律科を卒業し弁護士業務に従事する。
宇都宮市会議員、同議長、栃木県会議員、同議長、昭和製作所社長を歴任した。
1942年（昭和17年）4月の第21回衆議院議員総選挙では栃木県第1区から翼賛政治体制協議会推薦で出馬し当選。衆議院議員を1期務めた。在任中は翼賛政治会政調内務委員を務めた。戦後、公職追放となった。
追放解除後の1955年（昭和30年）の栃木県知事選挙に保守系無所属で立候補したが落選した。